# John Arden
John Arden (Barnsley, 26 ottobre 1930 – Galway, 28 marzo 2012) è stato un drammaturgo inglese.
Esordì nel 1956 con il radiodramma The life of man, che lo classificò come un angry young man a causa della violenza dell'opera. Negli anni seguenti Arden tentò di confezionare drammi intrisi di cultura popolare come The waters of Babylon (1957), che sfociarono presto in opere costituite da personaggi a tutto tondo con passati inconfessabili (The making of Muswell Hill, 1979).